# انحور
انحور که همچنین اینحرت، آنحر یا اونوریس نیز خوانده می‌شود، جنگجو و ایزد جنگ و شکار مصریان و تجسم شخصیت دلاوران سلطنتی و همچنین از ایزدان نه‌گانه مصر باستان به‌شمار می‌رود. گونه یونانی شده این ایزد، اونوریس، ظاهراً به معنی «آنکه رفتگان را هدایت می‌کند» است، اما می‌توان آن را "نگه‌دار آسمان" نیز معنی کرد. انحور به عنوان قهرمان مصریان، دشمنان رع، ایزد بلندمرتبه مصریان را شکار کرده و از میان برمی‌داشت. او ایزد سبه نیتوس و تینیس بود و نماد قدرت آفرینندگی خورشید پنداشته می‌شد. به زودی او را با شو یکی گرفتند و نام آنحور-شو بر وی نهادند. او همچنین چهرهٔ جنگی شخصیت یافته رع بود و با حوروس جنگجو یا آرس یونانیان، ایزد جنگ، یکی پنداشته شد. انحور را به گونهٔ جنگجویی همراه با ریش که کلاه‌خودی مزین به چهار نخل بلند راست قامت بر سر دارد، نمایانده‌اند که ردای گل دوزی شده‌ای بر تن کرده و نیزهای در دست دارد. گاه ریسمانی در دست دارد که با آن خورشید را هدایت می‌کند. از افسانه‌ها بر می‌آید که راع از مصر گریخته بود و به دست انحور از نوبیه بازگردانده شده، آنگاه این چشم ایزدی چندان خشم گرفته بود که چشم دیگری جای گزین آن گردید. آنگاه راع آن چشم را بر پیشانی خود نهاد و تبدیل به اورائیوس (افعی) گردید که ایزد خورشید را از دشمنان در امان نگاه می‌داشت.

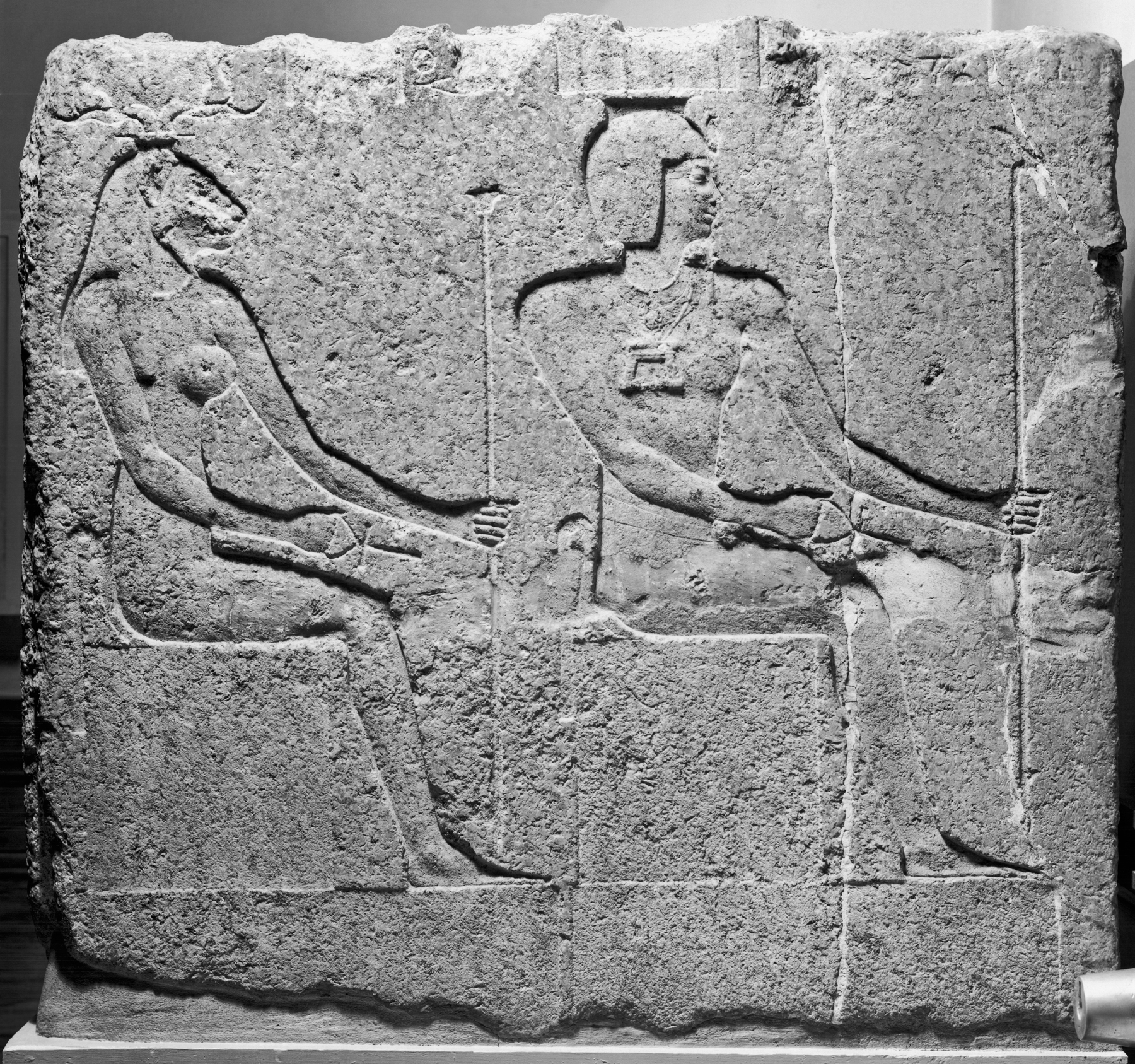
انحور در سمت راست

## انحور در امپراتوری نوین مصر
آنحور در امپراتوری نوین بس محبوبیت یافت و منجی و جنگ جوی نیک لقب یافت. او را با حرارت تمام علیه دشمنان و علیه جانوران آسیب‌رسان فراخواندند که بی‌درنگ آنان را از روی گردونهٔ خویش شکار می‌کرد. محبوبیت او دیرزمانی دوام یافت. هرودوت از جشن‌های بزرگی سخن گفته است که در پامپریس برای این ایزد برپا می‌داشتند و طی آن، به افتخار این ایزد، کاهنان و دیناوران ضربات بی‌شمار چماق را بر پیکر یک دیگر وارد می‌آورند. انحور با مهیت، که ظاهراً بسیار همانند تفنوت، خواهر-همسر شو بود، ازدواج کرد. او را در تیس می‌پرستیدند و به گونهٔ ایزدبانویی با سر شیر تصویر کرده‌اند.